# Kulturfabrik Hainburg

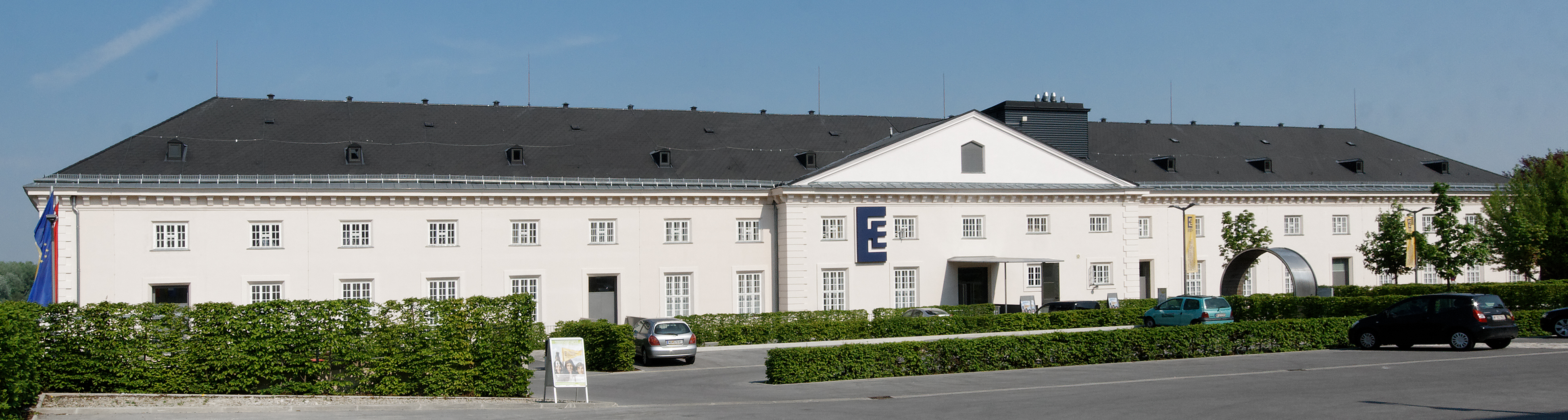
Kulturfabrik Hainburg

Die Kulturfabrik Hainburg ist ein Ausstellungszentrum und ein archäologisches Depot in Hainburg an der Donau in Niederösterreich.

## Entstehung
Das Areal, auf dem die Kulturfabrik steht, liegt außerhalb der großteils noch erhaltenen Stadtmauern von Hainburg und wurde immer wieder durch Hochwasser der Donau überschwemmt. Durch den Verkehrsweg Donau bedingt, wurde im Jahr 1724 die Tabakmanufaktur gegründet und 1784 als Österreichische Tabakregie verstaatlicht. Im Jahr 1847 wurde das, heute als Kulturfabrik adaptierte, größte und als Donaugebäude bezeichnete Fabriksgebäude errichtet.
Bis zum Beginn des 20. Jahrhunderts wurden hier Zigarren und Zigaretten durch Handarbeit hergestellt. Im Jahr 1905 erreichte die k.u.k. Haupttabakfabrik mit 2.500 Mitarbeitern ihren Höchststand. Bei der Tabakfabrik befand sich auch eine Haltestelle der Preßburger Bahn, die auch heute für die S7 Verwendung findet.
Im Jahr 1964 wurde die Produktion in der Tabakfabrik der Austria Tabak eingestellt. Im Besitz der PTG – Produktion für die Tabakwarenindustrie Gesellschaft wurde noch einmal im Jahr 1977 die Produktion aufgenommen, aber 1992 kam das endgültige Aus und das Gebäude stand leer. Im Besitz des Landes wurde das Gebäude ab 2005 umfangreich renoviert und adaptiert und ein Veranstaltungszentrum geschaffen.
Seit 2005 gehört der ehemalige Industriebau dem Land Niederösterreich.

## Die Nutzung heute
Die Kulturfabrik liegt nur etwa 100 Meter von der Schiffsanlegestation entfernt, aber auch nur unweit des Stadtzentrums. Das gesamte Gelände kann daher touristisch genutzt werden. Im Jahr 2011 war die Kulturfabrik einer der drei Standorte der Niederösterreichischen Landesausstellung. Der ehemalige Fabrikssaal mit 700 m² wird für Ausstellungen genutzt. In drei Geschoßen ist sowohl ein Depot als auch wissenschaftliche Räume zur Aufarbeitung der archäologischen Funde im nahgelegenen Grabungsfeld von Carnuntum untergebracht. Aber auch andere Grabungsfunde werden hier untersucht und restauriert.
Einzelne Räume werden auch für Veranstaltungen separat vermietet.